# Sęp długodzioby
Sęp długodzioby (Gyps tenuirostris) – gatunek dużego ptaka z rodziny jastrzębiowatych (Accipitridae). Krytycznie zagrożony wyginięciem.
Przez pewien czas uważany był za podgatunek spokrewnionego z nim sępa indyjskiego (Gyps indicus), lecz niedawno został wydzielony do osobnego gatunku, między innymi z uwagi na fakt, że zasięgi populacji obu gatunków się nie pokrywają. Sęp indyjski występuje wyłącznie na południe od Gangesu i gniazduje na stromych zboczach, podczas gdy sęp długodzioby występuje wzdłuż podnóża Himalajów oraz w Azji Południowo-Wschodniej i gniazduje na drzewach.

## Morfologia

### Wygląd zewnętrzny
Ubarwienie spodu tułowia i tylnej części skrzydeł jest brązowo-beżowe, lotki ciemnoszare, dolna część grzbietu jest blado-beżowa, a kryza beżowa. Dolne partie ud białawe. Szyja długa, smukła, naga i ciemna. Głowa czarna, kanciasta z ciemnym dziobem zwężającym się w części środkowej. Ucho wyraźnie widoczne i odsłonięte.
- Długość ciała – 80–95 cm[8]
- Rozpiętość skrzydeł – około 240 cm

## Środowisko i występowanie
Sęp długodzioby występuje w Indiach od Niziny Hindustańskiej na północy, na zachodzie po stan Himachal Pradesh, na południe potencjalnie aż po stan Orisa i na wschodzie po stan Asam. Występuje także w północnym i środkowym Bangladeszu, południowym Nepalu, Mjanmie, Kambodży i południowym Laosie. W Tajlandii i Malezji uznawany za gatunek wymarły.

## Rozród
Odnotowano tylko gniazdowanie na drzewach, zwykle dużych, najczęściej na wysokości 7–25 m nad ziemią, czasami w pobliżu wiosek, ale zwykle z dala od nich. Gniazduje samotnie.

## Pożywienie
Padłe zwierzęta.

## Status
Międzynarodowa Unia Ochrony Przyrody (IUCN) uznaje sępa długodziobego za gatunek krytycznie zagrożony (CR – critically endangered) nieprzerwanie od 2002 roku, kiedy to po raz pierwszy został sklasyfikowany przez tę organizację jako osobny gatunek. Liczebność populacji szacuje się na 1000–2499 dorosłych osobników, a jej trend jest spadkowy.
Liczebność gatunku znacząco zmniejszyła się w ciągu ostatnich lat. Dzikie populacje pozostały w rejonach od północnych i wschodnich Indii przez Nepal i Bangladesz, z małą populacją w Mjanmie. Jedyna kolonia lęgowa w Azji Południowo-Wschodniej notowana jest w prowincji Stoeng Treng w Kambodży. Kolonia ta liczy według szacunków 50–100 osobników. Przetrwanie tych sępów w Kambodży może być częściowo spowodowany brakiem stosowania tam diklofenaku, który jest dla tych ptaków trujący.

## Ochrona
Sęp długodzioby jest gatunkiem chronionym wpisanym do załącznika II listy CITES, z uwagi na zmniejszającą się szybko liczbę jego osobników. Spadek populacji jest spowodowany w dużej mierze przez stosowanie niesteroidowego leku przeciwzapalnego (NLPZ) – diklofenaku u zwierząt gospodarskich, szczególnie w Indiach. Lek ten jest trujący dla tych ptaków, powodując niewydolność nerek i jest zastępowany przez inny lek NLPZ – meloksykam, który nie jest szkodliwy dla sępów. Sprzedaż detaliczna diklofenaku została zakazana przez prawo Indii, jednakże jest on nadal sprzedawany nielegalnie i podawany inwentarzowi.
Programy hodowli zamkniętych w Indiach mają na celu uchronić gatunek przed wymarciem i jest nadzieja, że sępy te będą mogły powrócić na łono natury, kiedy środowisko zostanie pozbawione trującego diklofenaku. Połączone starania Królewskiego Towarzystwa Ochrony Ptaków (RSPB) i Zoological Society of London w 2009 zaowocowały pierwszym w historii udanym rozrodem tych sępów w zamknięciu. Wykluły się dwa sępy długodziobe, które zostały poddane niezależnej opiece w stanach: Hariana na zachodzie i Bengal Zachodni na wschodzie Indii.